# GENIbus
GENIbus (сокр. от Grundfos Electronics Network Intercommunications bus) — промышленная сеть, разработанная компанией Grundfos для управления оборудованием (насосами, моторами и другим) собственного производства. Сеть предназначается для управления оборудованием, мониторинга, конфигурации и тестирования.

## Физический уровень протокола
Физический уровень сети базируется на стандарте RS-485 со скоростью передачи 9600 бод. Применение стандарта RS-485 обеспечивает возможность подключения типа шина, а низкая скорость передачи данных обеспечивает возможность передачи информации на большие расстояния.

## Топология сети
Сеть GENIbus использует топологию типа шина, работающую по принципу ведущий-ведомые и поддерживающую подключение до 32 устройств.
Ведущее устройство может передавать сообщения на шину по собственной инициативе. Ведомое устройства только прослушивают шину или отвечают по запросу ведущего устройства.
Ведущее устройство может быть центральным управляющим устройством SCADA-системы, контроллером шины или шлюзом в другую сеть.
Протокол поддерживает возможность работы шины более чем с одним ведущим устройством.

## Передача данных через шину
Для управления оборудованием Grundfos через общепромышленные протоколы передачи данных используются интерфейсы CIM или CIU. Модуль CIM представляет собой плату, которая устанавливается внутрь изделия Grundfos на производстве, при пусконаладке или в процессе эксплуатации. Блок CIU представляет собой отдельное изделие, внутри которого размещен модуль CIM и блок питания на напряжение 24-240 В AC DC.
Интерфейсы CIM и CIU выпускаются для следующих промышленных сетей:
- LonWorks — интерфейсы CIM/CIU 100, 110
- BACnet MS/TP — интерфейсы CIM/CIU 300
- Profibus DP — интерфейсы CIM/CIU 150, 152
- PROFINET IO — интерфейсы CIM/CIU 500
- Modbus RTU — интерфейсы CIM/CIU 200, 202 через проводную сеть, CIM/CIU 250 через сеть GSM
- Modbus TCP — интерфейсы CIM/CIU 500 через Ethernet, CIM/CIU 250 через GPRS

## Прочие промышленные шины
- Controller Area Network (CAN)
- DeviceNet
- AS-Interface
- Промышленный Ethernet
- Foundation fieldbus
- InterBus